# Claudio De Cuia
Claudio De Cuia (Taranto, 16 marzo 1922 – Taranto, 2 giugno 2022) è stato un poeta e artista italiano.

## Biografia
Socio ordinario della Società di Storia Patria per la Puglia, nella sua quarantennale attività di scrittore narrò le vicende storiche della sua città. Oltre alla composizione di numerose poesie, realizzò una trascrizione in versi del Vangelo di Giovanni in dialetto tarantino. Si dedicò inoltre all'attività grafica artistica; diverse sue opere xilografiche figurano in numerose raccolte pubbliche e private.
De Cuia è morto nel 2022, tre mesi dopo aver compiuto 100 anni.

## Opere letterarie
- 'A storia nostre (La storia di Taranto dalle origini alla fine del Settecento, in duecento sonetti in dialetto tarantino). Editrice U. Filippi - Taranto, 1970
- 'U Vangèle de San Giuànne (I passi più significativi del Vangelo di San Giovanni nella trasposizione in duecento sestine in dialetto tarantino, illustrato con xilografie dell'autore). Editrice U. Filippi - Taranto, 1972
- Pasca Tarandíne nelle poesie dialettali dell'autore, illustrate con xilografie dello stesso. Editrice Tarentum - Taranto, 1975
- Natále Tarandíne nelle poesie dialettali dell'autore, illustrate con xilografie dello stesso. Editrice Tarentum - Taranto, 1975
- 'U Mbiérne de Dande (355 terzine scelte dalla prima cantica della Divina Commedia, trasposte in dialetto tarantino. Saggio.). Editrice Tarentum - Taranto, 1976
- Il Monumento Greco di Taranto (Le colonne del tempio dorico di Poseidone). Tip. La Duemari - Taranto, 1981
- 'A Via Cruce e lo Stabat Mater (Le XIV Stazioni della Via dolorosa di Nostro Signore esposte in sonetti dialettali tarentini e lo "Stabat" di Jacopone da Todi nella versione dialettale tarentina). Editrice Tarentum - Taranto, 1982
- 'A liste d'u mangiáre de 'nu Natále.... Taranto, 1982
- 'A Cummedie de Dande (Passi scelti dalla Divina Commedia, trasposti in dialetto tarantino). Schena Editore - Taranto, 1983
- Pasche e Primavére (Raccolta di poesie dialettali tarentine di argomento pasquale). Taranto, 1989
- Riciddije de Vuce Andiche (Raccolta di poesie dialettali tarantine). Taranto, 1991
- Pasqua in Poesia, Taranto, 1998
- Vocali e Consonanti nel Dialetto Tarantino ed elementi di grammatica. Mandese Editore, Taranto, 2003.
- Detti... interdetti (Le espressioni "forti" della lingua tarantina). Taranto, 1997
- Per Arte e per Passione (Lo Stabat Mater e la Via Crucis (nuova lezione) in versi dialettali tarantini).
- Arie de Pasche (Nella poesia dialettale tarantina).
- Ecciangílle... ("Ecco l'ancella" - Raccolta di alcune preghiere ed invocazioni rituali popolari tarentini).
- Ore, 'ngiénze e mmirre (Raccolta di poesie di argomento natalizio).
- 'U Briviarie d'a nonne (Invocazioni, scongiuri, preghiere, devozioni popolari, auguri, filastrocche e ninne-nanne in diaeletto tarantino). Scorpione Editrice - Taranto, 2005
- Insultorio - Breviario di scurrili espressioni lessicali per chi non ama il prossimo suo. Ed. EDIT@ – Taranto, 2010
- Russe e gnure (Ovvero il Diavolo e l'Acquasanta). Visione poco ortodossa della religiosità popolare e scorribanda profana fra detti e stradetti. Ed. EDIT@ - Taranto, 2012

| Controllo di autorità | SBN CFIV021614 |